# Metellina ornata
Metellina ornata là một loài nhện trong họ Tetragnathidae. Chúng được miêu tả năm 1955 bởi Chikuni.